# Muncie Flyers (NFL)
Unter dem Namen Muncie Flyers trat die aus Muncie (Indiana) stammende Mannschaft der Congerville Flyers in den Jahren 1920 und 1921 in der American Professional Football Association (später National Football League – NFL) an. Die Mannschaft spielte insgesamt drei Spiele in der Liga, die sie alle verlor.

## Geschichte

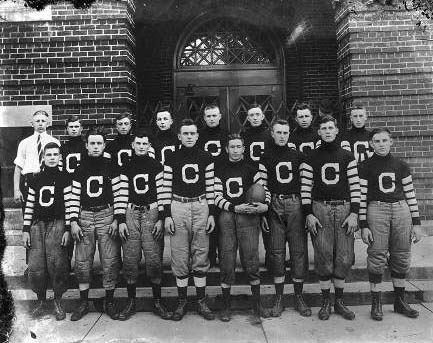
Congerville Flyers (1915)

Um 1905 wurde die Football-Mannschaft des Congerville Athletic Clubs (Congerville A. C.) gegründet. Congerville war eine Stadtteil von Muncie im Südosten des Zentrums. Mit den Congersville Giants entstand 1910 ein konkurrierendes Team. Meistens spielten die Teams in den Städten gegeneinander und selten gegen Teams benachbarter Städte. Die Giants benannten sich später in Flyers um. 1916 fusionierten die Teams des Athletic Clubs und der Flyers zu den Congerville Flyers. Sie waren die dominierende Mannschaft der Stadt und der Umgebung. Manager, Trainer und Finanzier des Teams war Earl Ball.
Nach einer Spielunterbrechung durch den Ersten Weltkrieg und dem Ausbruch der Spanischen Grippe 1918, gewann das Team 1919 vier Spiele, verlor eins und spielte einmal unentschieden. Am Saisonende wurden die Congerville Flyers zum Gewinner der Stadtmeisterschaft erklärt. Starspieler dieses Teams war der Quarterback Cooney Checkaye.
Als sich im Herbst 1920 die Manager verschiedener Footballclubs in Canton zur Gründung einer neuen landesweiten Liga trafen, war auch Ball dabei. Für die Liga meldete er das nun als Muncie Flyers firmierende Team an. Nach einer Niederlage gegen die Rock Island Independents am 3. Oktober 1920 mit 0:45, verzichteten die Decatur Staleys wegen zu erwartender geringer Zuschauerzahlen auf das geplante Spiel am darauf folgenden Wochenende. Auch das Spiel gegen die Dayton Triangles fiel wegen starkem Regen aus. Das Team gewann danach in der Saison noch drei Spiele gegen Nicht-APFA-Teams. Der die Mannschaft trainierende Huffine verließ die Mannschaft nach der Saison und ging nach Decatur. Der Quarterback Cooney Checkaye übernahm wieder die Rolle des Cheftrainers.
Für die Saison 1921 trat das Team erneut in der APFA an. Nach einem Sieg gegen ein Nicht-Liga-Team folgte am 9. Oktober 1921 ein Spiel gegen die Evansville Crimson Giants. Diese ging mit 0:14 verloren. Eine Woche später folgte ein Heimspiel im Walnut Street Stadium gegen die Cincinnati Celts. Auch diese wurde mit 0:14 verloren. Die Mannschaft verzichtete daraufhin auf eine weitere Teilnahme am Spielbetrieb der Liga. Die Flyers spielten jedoch weiter erfolgreich gegen andere Teams.
Das Team spielte in den folgenden Jahren meist als Reiseteam, nunmehr wieder als Congerville Flyers, gegen andere Mannschaften in Indiana. In den Jahren 1925 und 1926 wurde ein Stadion im benachbarten Jonesboro genutzt. Die Mannschaft war deshalb in diesen Jahren als Jonesboro Flyers unterwegs.

## Uniform
1920 trugen die Muncie Flyers rote Jerseys mit weiß-gestreiften Ärmel. Für 1921 ist die Farbgebung der Uniform nicht bekannt.

## Statistik
| Saison                    | Liga                      | Siege                     | Niederlagen               | Unentschieden             | Punkte erzielt            | Punkte zugelassen         | Platzierung               | Head Coach                            |
| Congerville Athletic Club | Congerville Athletic Club | Congerville Athletic Club | Congerville Athletic Club | Congerville Athletic Club | Congerville Athletic Club | Congerville Athletic Club | Congerville Athletic Club | Congerville Athletic Club             |
| ------------------------- | ------------------------- | ------------------------- | ------------------------- | ------------------------- | ------------------------- | ------------------------- | ------------------------- | ------------------------------------- |
| 1910                      |                           | 11                        | 0                         | 1                         | 145                       | 0                         |                           | Earl Ball                             |
| 1911                      |                           | 7                         | 1                         | 2                         |                           |                           |                           | Earl Ball                             |
| 1912                      |                           | 6                         | 3                         | 2                         |                           |                           |                           | Earl Ball                             |
| 1913                      |                           | 8                         | 2                         | 0                         |                           |                           |                           | Earl Ball                             |
| 1914                      |                           | 5                         | 3                         | 1                         |                           |                           |                           | Earl Ball                             |
| 1915                      |                           | 7                         | 2                         | 1                         |                           |                           |                           | Earl Ball                             |
| Congerville Flyers        |                           |                           |                           |                           |                           |                           |                           |                                       |
| 1916                      |                           | 2                         | 6                         | 1                         |                           |                           |                           | F. W. Smith                           |
| 1917                      |                           | 2                         | 2                         | 0                         |                           |                           |                           | Ky Foster, Ralph Dawson, Zach Toliner |
| 1918                      | kein Spielbetrieb         | kein Spielbetrieb         | kein Spielbetrieb         | kein Spielbetrieb         | kein Spielbetrieb         | kein Spielbetrieb         | kein Spielbetrieb         | kein Spielbetrieb                     |
| 1919                      |                           | 4                         | 1                         | 1                         |                           |                           |                           | Cooney Checkaye                       |
| Muncie Flyers             |                           |                           |                           |                           |                           |                           |                           |                                       |
| 1920                      | APFA                      | 0                         | 1                         | 0                         | 0                         | 45                        | 14. (von 14)              | Ken Huffine                           |
| 1921                      | APFA                      | 0                         | 2                         | 0                         | 0                         | 28                        | 18. (von 21)              | Cooney Checkaye                       |
| Congerville Flyers        |                           |                           |                           |                           |                           |                           |                           |                                       |
| 1922                      |                           | 5                         | 1                         | 3                         |                           |                           |                           | Cooney Checkaye                       |
| 1923                      |                           | 3                         | 4                         | 0                         |                           |                           |                           | Cooney Checkaye                       |
| 1924                      |                           | 3                         | 3                         | 0                         |                           |                           |                           | Cooney Checkaye                       |
| Jonesboro Flyers          |                           |                           |                           |                           |                           |                           |                           |                                       |
| 1925                      |                           | 6                         | 2                         | 3                         |                           |                           |                           | Cooney Checkaye                       |
| 1926                      |                           | 0                         | 1                         | 0                         |                           |                           |                           | Cooney Checkaye                       |